# Myrmarachne melanotarsa
Myrmarachne melanotarsa là một loài nhện trong họ Salticidae.
Loài này thuộc chi Myrmarachne. Myrmarachne melanotarsa được Wanda Wesołowska & Salm miêu tả năm 2002.